# Profondeur de couleur
Pour les articles homonymes, voir Profondeur et BPP.
Ne doit pas être confondu avec Couleur profonde.
 (octobre 2023).
Si vous disposez d'ouvrages ou d'articles de référence ou si vous connaissez des sites web de qualité traitant du thème abordé ici, merci de compléter l'article en donnant les références utiles à sa vérifiabilité et en les liant à la section « Notes et références ».
La profondeur de couleurs (« color depth ») est un terme de jargon informatique qui décrit la précision du codage de la couleur dans un fichier image. Elle s'exprime en bits par pixel (bpp). Plus le nombre de bits est élevé, plus il y a de nuances possibles, mais plus l'image consomme de ressources de stockage et de transmission.
La synthèse des couleurs en informatique utilise trois canaux respectivement rouge, vert et bleu. Le plus souvent, le nombre de bits est identique pour chaque canal. La profondeur de couleur correspondant à un octet par canal est de 24 bits par pixel (8 × 3).
On peut réduire la taille du fichier image avec une table de correspondance entre le code transmis et celui que la profondeur de couleur du terminal détermine. Cette table, appelée palette de couleurs, peut être enregistrée en permanence dans le terminal ou transmise à chaque fois avec l'image. Si l'image ne comporte aucune couleur qui ne soit dans la palette, comme c'est le cas dans un graphisme conçu avec cette palette, il n'y a aucune perte de qualité. Dans le cas contraire, on utilise le plus souvent un algorithme de diffusion d'erreur pour rendre les transitions entre couleurs moins perceptibles.